# Массімо Маккароне
Массімо Маккароне (італ. Massimo Maccarone; нар. 6 вересня 1979, Галліате, Італія) — італійський футболіст, виступав на позиції нападника. Володар Кубка англійської ліги.

## Клубна кар'єра
Народився 6 вересня 1979 року в місті Галліате. Вихованець юнацької команди «Мілану».
У дорослому футболі дебютував 1998 року виступами за команду клубу «Прато», за яку виступав на правах оренди.
З 1998 по 2007 рік грав у складі команд клубів «Модена», «Прато», «Варезе», «Емполі», «Мідлсбро», «Парма», «Сієна». Протягом цих років виборов титул володаря Кубка англійської ліги.
2007 року повернувся до «Сієни». Цього разу відіграв за клуб наступні три сезони своєї ігрової кар'єри. Більшість часу, проведеного у складі «Сієни», був основним гравцем атакувальної ланки команди. У складі «Сієни» був одним з головних бомбардирів команди, маючи середню результативність на рівні 0,35 гола за гру першості.
Протягом 2010—2012 років захищав кольори клубів «Палермо» та «Сампдорія».
До складу клубу «Емполі» приєднався 2012 року спочатку на правах оренди, а через два роки, як повноцінний гравець клубу. Відтоді встиг відіграти за команду з Емполі 194 матчі в національному чемпіонаті.
17 липня 2017 року підписав контракт з австралійським «Брисбен Роар».
25 травня 2018 року перейшов до складу клубу «Каррарезе», який виступає в італійській Серії C.

## Виступи за збірні
1995 року дебютував у складі юнацької збірної Італії, взяв участь у 6 іграх на юнацькому рівні, відзначившись 2 забитими голами.
Протягом 1998—2002 років залучався до складу молодіжної збірної Італії. На молодіжному рівні зіграв у 20 офіційних матчах, забив 14 голів.
2002 року дебютував в офіційних матчах у складі національної збірної Італії у матчі проти Англії. Вийшовши на заміну, заробив на собі пенальті, яке реалізував Вінченцо Монтелла. Цей гол дозволив Італії перемогти 2-1. Маккароне провів у формі головної команди ще один матч, після чого йому не вдавалось потрапити до основного складу національної збірної.
| Дата       | Місто   | Господарі | Результат | Гості  | Турнір            | Голи | Примітки |
| ---------- | ------- | --------- | --------- | ------ | ----------------- | ---- | -------- |
| 27-3-2002  | Лідс    | Англія    | 1 – 2     | Італія | товариський матч  | -    | 75'      |
| 16-10-2002 | Кардіфф | Уельс     | 2 – 1     | Італія | Відбір до ЧЄ 2004 | -    | 70'      |
| Усього     |         | Матчів    | 2         |        | Голів             | 0    |          |

## Титули і досягнення
- Володар Кубка англійської ліги (1):

«Мідлсбро»: 2003–2004